# ボディ・パーツ
『ボディ・パーツ』（原題：Body Parts）は、1992年制作のアメリカ合衆国のホラー映画。
トマ・ナルスジャックとピエール・ボワローの小説「私のすべては一人の男」（… Et mon tout est un homme）の映画化作品。第18回サターン賞音楽賞受賞。

## あらすじ
犯罪心理学者のビルはある日、交通事故に遭い、右腕を切断したが、代わりに何者かの右腕を移植された。
ビルはリハビリの末、移植された新しい右腕を自由に動かせるようになって退院したが、やがてビルに異変が起きる。それまで温厚な性格のビルであったが、突然恐ろしいイメージが頭に浮かんだり、腕がうまく動かなくなって声を荒げたり、反射的に暴力を振るうようになったのだ。
その後、ビルは移植された右腕に死刑が執行される死刑囚の腕にだけ付けられる印を発見する。照合の結果、その右腕は、既に死刑が執行された凶悪な連続殺人犯チャーリー・フレッチャーという男のものだった。
ビルはフレッチャーの事件を担当したソーチャック刑事に話を聞きに行く。すると、彼の手術を担当したウェッブ医師が裏から手を回し、死刑になる予定のフレッチャーを移植実験に使ったのだという。
さらに、ビルは他にフレッチャーから体の一部を移植された人間が2人いることを知る。ビルはその2人、左腕を移植された画家のレイシーと、両足を移植された若者ドレイパーに接触する。しかし、2人はやがて相次いで殺され、左腕と両足をもぎ取られる。犯人は死んだはずのフレッチャーだった。
そしてついに、ビルにもフレッチャーの魔の手が迫ってきた。間一髪逃げ切ったビルは事の真相を知るため、自分が手術を受けた病院へ乗り込む。すると手術室には、機械に繋がれたフレッチャーの体と左腕、両足があった。そこにウェッブ医師が現れ、今からビルの右腕を取り外すと告げる。フレッチャーはウェッブ医師から首を他の身体に移植されて甦っていたのだ。

## キャスト
- ビル・クルシャンク：ジェフ・フェイヒー（吹替：大塚芳忠）
- レイシー：ブラッド・ドゥーリフ（吹替：石丸博也）
- アガサ・ウェッブ医師：リンジー・ダンカン
- カレン：キム・デラニー
- ソーチャック刑事：ゼイクス・モカエ（吹替：青野武）
- ドレイパー：ピーター・マーニック
- チャーリー・フレッチャー：ジョン・ウォルシュ